# Edward Dorr Tracy
Edward Dorr Tracy, Jr est un brigadier général de l'armée des États confédérée pendant la guerre de Sécession (guerre civile). Après avoir servi en Virginie et au Tennessee oriental, il est tué à la bataille de Port Gibson, qui fait partie de la campagne de Vicksburg.
Tracy naît à Macon, en Géorgie, le 5 novembre 1833. Avant la guerre, il est avocat. Il déménage à Huntsville, en Alabama, à la fin des années 1850.
Au début de la guerre de Sécession, il est capitaine d'une compagnie du 4th Alabama Infantry Regiment. Le régiment combat lors de la première bataille de Bull Run. Le 12 octobre 1861, Tracy est nommé lieutenant-colonel du 19th Alabama Infantry Regiment et est transféré sur le théâtre occidental. Il a un cheval tué sous lui à la bataille de Shiloh. Il est nommé brigadier général le 16 août 1862.
Tracy est tué à la bataille de Port Gibson, Mississippi le 1er mai 1863. Il est enterré à Macon, en Géorgie.